# Eli Elezra
Eliahu Ilan "Eli" Elezra, hebreiska: אליהו אילן אלעזר, född 24 november 1960 i Jerusalem, är en israelisk-amerikansk professionell pokerspelare. Han har vunnit tre World Series of Poker och en World Poker Tour samt har kammat hem totalt $3 165 898 i prispengar.
I sina unga år tog Elezra den obligatoriska israeliska värvningen och ansökte om att ansluta sig till Golanibrigaden men blev istället placerad hos Israels flygvapen, något som han vägrade och fick tillbringa tre veckor i fängelse för det. I ett senare skede fick Elezra som han ville och blev medlem hos brigaden och stred i Libanonkriget 1982, där han skadade ena benet så illa att han var tvungen att lämna militären. Elezra kom till USA via Alaska på mitten av 1980-talet och var där fram till 1988 när han flyttade till Las Vegas i Nevada och började spela poker. Utanför pokern  äger han flera företag som verkar i branscherna för detaljhandel, fastigheter och film samt en nattklubb som ligger utmed The Strip i Las Vegas.